# Nižná Slaná
Nižná Slaná este o comună slovacă, aflată în districtul Rožňava din regiunea Košice. Localitatea se află la altitudinea de 361 m deasupra n.m., se întinde pe o suprafață de 18,94 km2 și în 2017 număra 1.255 de locuitori.

## Istoric
Localitatea Nižná Slaná este atestată documentar din 1360.

## Demografie
| An:                | 1994 | 2004    | 2014   | 2024   |
| ------------------ | ---- | ------- | ------ | ------ |
| Număr de persoane: | 1073 | 1207    | 1247   | 1240   |
| Diferență:         |      | +12,48% | +3,31% | −0,56% |

| An:                | 2023 | 2024   |
| ------------------ | ---- | ------ |
| Număr de persoane: | 1248 | 1240   |
| Diferență:         |      | −0,64% |